# Seranon
Seranon (en francès Séranon) és un municipi francès situat al departament dels Alps Marítims i a la regió de Provença – Alps – Costa Blava.

## Demografia
| 1962                                       | 1968 | 1975 | 1982 | 1990 | 1999 | 2006 |
| ------------------------------------------ | ---- | ---- | ---- | ---- | ---- | ---- |
| 221                                        | 231  | 241  | 272  | 280  | 317  | 432  |
| Des de 1962: població sense dobles comptes |      |      |      |      |      |      |

## Administració
| Període | Identitat       | Partit |
| ------- | --------------- | ------ |
| 2001-   | Thierry Gueguen | UMP    |